# الیکایی درختی مونشیک
الیکایی درختی مونشیک (نام علمی: Henicorhina negreti) نام یک گونه از سرده الیکایی‌های درختی است.